# BR-120
Pour les articles homonymes, voir Route 120.

Plaque signalétique représentant l'autoroute BR-120, sans l'acronyme de l'État.

La BR-120 est une route fédérale du Brésil. Son point de départ se situe à Araçuaí, dans l'État du Minas Gerais, et elle s'achève à Arraial do Cabo, dans l'État de Rio de Janeiro. Elle traverse les États du Minas Gerais et de Rio de Janeiro.
Elle comporte de nombreux tronçons encore non construits dans les deux États, notamment toute la partie de l'État de Rio de Janeiro depuis Visconde do Rio Branco, dans le Minas Gerais.
Elle dessert, entre autres villes :
- Capelinha (Minas Gerais) ;
- Guanhães (Minas Gerais) ;
- Itabira (Minas Gerais) ;
- Viçosa (Minas Gerais) ;
- Ubá (Minas Gerais).

Elle est longue de 975 km (y compris les tronçons non construits).